# Hatoful Boyfriend
Hatoful Boyfriend (はーとふる彼氏 〜希望の学園と白い翼〜?, Hātofuru kareshi ~kibō no gakuen to shiroi tsubasa~) è una visual novel distribuita nel 2011 come freeware per Microsoft Windows. Simulatore di appuntamenti con protagonisti dei piccioni, il videogioco ha ricevuto nel 2014 un remake per Windows, macOS e Linux, pubblicato su Steam, GOG.com e Humble Store. Nel 2015 una conversione del gioco è stata prodotta per PlayStation 4 e PlayStation Vita.

## Trama
Il giocatore sarà la protagonista, una cacciatrice-predatrice, che frequenta una prestigiosa scuola per volatili dotati. Andando avanti con la storia, si farà la conoscenza di tutti i personaggi, tutti con un carattere e una backstory propri. Il giocatore dovrà quindi scegliere le proprie azioni, scegliendo tra quelle proposte.

## Sviluppo
Hatoful Boyfriend è il primo gioco sviluppato dall'artista e mangaka Hato Moa, autrice della serie Vairocana ed ex vincitrice del Dengeki Comic Grand Prix, sotto la sua cerchia di dōjin PigeoNation Inc. Non avendo esperienza con lo sviluppo di giochi prima di Hatoful, Hato scelse di realizzare una visual novel, una tipologia di gioco più facile da realizzare per gli sviluppatori dilettanti; il formato permetteva inoltre di unire immagini e storia, qualcosa a cui lei, come artista di manga, era abituata e considerava necessaria nel suo lavoro. L'idea di Hatoful fu inizialmente concepita come uno scherzo del pesce d'aprile del 2011: nonostante la sua mancanza di familiarità con il genere, inizialmente intendeva creare una parodia degli stereotipi dei giochi otome. Gli uccelli in particolare vennero scelti come tema a causa della sua passione per i piccioni; tuttavia, ciò era anche in parte dovuto alla priorità di Hato di scrivere rispetto all'illustrare, poiché l'uso di fotografie di uccelli invece di sprite disegnati a mano le ha avrebbe dato la possibilità di concentrarsi maggiormente sulla sceneggiatura. La prima versione del gioco è stata creata nel corso della metà un giorno e pubblicato come browser game realizzato con Adobe Flash; ma a causa del forte passaparola dei social media è stato rimosso dopo che il traffico immenso aveva causato l'arresto anomalo del server su cui era ospitato in due diverse occasioni. In seguito all'inaspettata popolarità del gioco Flash, ebbe inizio lo sviluppo di una visual novel più lunga utilizzando il motore di gioco FamousWriter.

## Accoglienza
| Testata               | Versione | Giudizio |
| --------------------- | -------- | -------- |
| Metacritic (media al) | PC       | 68/100   |
| Metacritic (media al) | PS4      | 72/100   |
| Destructoid           | -        | 6,5/10   |
| Hardcore Gamer        | -        | 1.5/5    |
| IGN                   | -        | 8/10     |
| Joystiq               | -        | 7/10     |
| PC Gamer              | -        | 7/10     |
| Polygon               | -        | 8/10     |
| The Guardian          | -        | 8/10     |
| TouchArcade           | iOS      | 5/5      |

Come titolo dōjin soft, Hatoful Boyfriend è stato creato con un budget ridotto e limitata promozione; tuttavia, a causa del forte passaparola su Twitter e altri social media, Hatoful ha goduto di un certo successo commerciale, soprattutto considerando i suoi costi di produzione minimi. Mado no Mori ha dichiarato che il gioco era un "titolo popolare" le cui copie fisiche del CD-ROM erano costantemente esaurite nei mercati dōjin e ovunque fosse disponibile per l'acquisto", e 4Gamer.net ha osservato che il disco di gioco era difficile da acquistare a causa della forte domanda. Al di fuori del Giappone, dove è disponibile solo tramite download, la versione inglese del gioco è il titolo più venduto del distributore dōjin soft DLsite English con 7 000 acquisti separati a partire dal 2014.
Hatoful Boyfriend ha ricevuto un'accoglienza generalmente favorevole: i recensori si sono concentrati sulla sorprendente profondità della scrittura e della trama del gioco. Kouichi Kirishima di Mado no Mori ha consigliato il gioco "non solo agli amanti dei piccioni, ma a chiunque ami le visual novel", osservando che il gioco è "a volte sorprendentemente serio ed emotivamente coinvolto". Dall'altra parte del Pacifico, Julian Murdoch ha dichiarato in un'analisi del gioco di Gamers With Jobs che le ambientazioni presenti in Hatoful sono "elaborate e sfaccettate" e che Hato Moa stessa "non è solo una narratrice, è in realtà una brava narratrice". Hatoful Boyfriend è stato anche nominato miglior gioco per PC del 2012 da GameCola; Paul Franzen ha spiegato che l'inclusione del gioco tra titoli con budget più elevato o tecnicamente più sofisticati era dovuta alla forza della sua narrazione e del suo pathos, affermando che "Hatoful Boyfriend non è solo uno strano gioco sulle relazioni pagane uomo-animale [...] c'è anche qui un gioco reale, serio, emotivo". In un articolo che trattava l'annuncio avvenuto all'E3 del 2014, Carly Smith di The Escapist osservò che Hatoful Boyfriend è "assolutamente esilarante", raccomandando però ai giocatori di "iniziare il gioco per una risata, ma di seguirlo per un'avventura che non ti saresti aspettato guardando la copertina".